# Dexter (Nowy Meksyk)
Dexter – miasto w Stanach Zjednoczonych, w stanie Nowy Meksyk, w hrabstwie Chaves.